# Eilema cinerea
Eilema cinerea är en fjärilsart som beskrevs av Arnold Pagenstecher 1886. Eilema cinerea ingår i släktet Eilema och familjen björnspinnare. Inga underarter finns listade i Catalogue of Life.